# Jan Inglot (1906–1994)
Jan Inglot (ur. 23 sierpnia 1906 w Albigowej, zm. w sierpniu 1994 w Gliwicach) – polski chemik, prof. dr. inż.

## Życiorys
Syn Tomasza i Doroty z domu Filar. W 1926 ukończył gimnazjum im. Henryka Sienkiewicza w Łańcucie, a następnie rozpoczął studia na Wydziale Chemicznym Politechniki Lwowskiej. W 1932 złożył egzamin dyplomowy i wyjechał do Krakowa, gdzie został asystentem w Katedrze Chemii Fizycznej i Elektrochemii Uniwersytetu Jagiellońskiego. Prowadził zajęcia ze studentami oraz prowadził badania nad urządzeniami i pomiarami zjawisk fizyko-chemicznych na granicy faz powietrze-roztwór. W 1937 objął stanowisko kierownika Centralnego Laboratorium Chemicznego w Hucie Ostrowiec i zajmował je do 1944, kiedy to powrócił do Krakowa i podjął pracę w Instytucie Żelaza i Stali. Rok później został skierowany do Huty Batory, gdzie kierował Centralnym Laboratorium Chemicznym, opracował tam metodę produkcji nadsiarczanu amonu. Od 1950 Dyrekcja Zjednoczenia Hutnictwa Żelaza i Stali skierowała Jana Inglota do Biura Projektów Przemysłu Hutniczego w Gliwicach, w 1962 został kierownikiem Zakładu Chemii Analitycznej Instytutu Metalurgii Żelaza. W 1965 został odznaczony Krzyżem Kawalerskim Orderu Odrodzenia Polski, w 1968 Rada Państwa nadała Janowi Inglotowi tytuł profesora nadzwyczajnego nauk technicznych. W 1974 przeszedł na emeryturę, a cztery lata później ostatecznie zrezygnował z pracy w instytucie.

## Członkostwo
- przewodniczący Komisji Normalizacyjnej metod badań chemicznych /1946-1966/
- przewodniczący Podkomisji Wzorców Analitycznych /1958-1964/
- przewodniczący Komisji Analizy Metali Komitetu Chemii Analitycznej PAN /1964-1972/